# Gradec (Valandovo)
Gradec (macedónul: Градец) település Észak-Macedóniában, a Délkeleti körzetben, a Valandovói járásban.

## Népesség
| Lakosok száma | 580  | 613  | 558  | 355  | 24   | 4    |      | 3    |
|               | 1948 | 1953 | 1961 | 1971 | 1981 | 1991 | 1994 | 2021 |

A lakosságát az 1960-as években költöztették ki a Vardarra tervezett gát miatt, ami sosem épült meg.
- 2002-ben lakatlan település, korábban macedónok lakták.